# Tramwaje w Konstantynówce
Tramwaje w Konstantynówce – zawieszony system komunikacji tramwajowej działający w ukraińskim mieście Konstantynówka.
Tramwaje w Konstantynówce uruchomiono 23 sierpnia 1931. 25 czerwca 2004 zawieszono ruch tramwajów, który wznowiono 24 sierpnia 2005. Większość tras była dwutorowa. Ruch wstrzymano w grudniu 2016.

## Linie

### Zawieszone
Stan w 2016 r.
| Linia | Trasa |
| ----- | --- |
|       | Centralnyj rynok ↔ Nowoseliwka wuł. Szewczenka – wuł. Biłousowa – wuł. Jemelianowa – wuł. 13 rozstrilanych – wuł. Hastello |
|       | Mołokozawod ↔ Tramwajne depo wuł. Prawobereżna – wuł. Ostrowśkoho – wuł. Krasnodarśka – wuł. Budiwelnykiw                  |

## Tabor
Źródło
| Zdjęcie        | Typ            | Eksploatacja od | Liczba |
| -------------- | -------------- | --------------- | ------ |
|                | KTM-5M3        | 1976            | 7      |
| Łączna liczba: | Łączna liczba: | Łączna liczba:  | 7      |

Oprócz wymienionych wagonów w Konstantynówce był jeden wagon techniczny GS-4 (pług odśnieżny) o nr С-535, wyprodukowany w latach 80. XX w.